# Samtgemeinde Eschershausen-Stadtoldendorf
De Samtgemeinde Eschershausen-Stadtoldendorf is een samenwerkingsverband (Samtgemeinde) van elf kleinere gemeenten in het Landkreis Holzminden in de Duitse deelstaat Nedersaksen. Gezamenlijk hebben de gemeenten iets meer dan 15.000 inwoners. De huidige Samtgemeinde ontstond op 1 januari 2011 als gevolg van een fusie van de voormalige Samtgemeinden Eschershausen (omvattende: Dielmissen, Eimen, Holzen, Lüerdissen en Eschershausen) en Stadtoldendorf.

## Deelnemende gemeenten
1. Dielmissen (783)
2. Eimen (847)
3. Eschershausen (3.513)
4. Holzen (509)
5. Lüerdissen (390)
6. Arholzen (395)
7. Deensen (1.379)
8. Heinade (842)
9. Lenne (644)
10. Stadtoldendorf (5.576; zetel van het bestuur der Samtgemeinde)
11. Wangelnstedt (577)

Volgens een aan de website van de Samtgemeinde ontleende lijst had deze per 31 december 2021, inclusief tweede-woningbezitters en tijdelijk verblijvende asielzoekers, vluchtelingen e.d., in totaal 15.455 inwoners. De getallen tussen haakjes zijn het inwonertal per deelgemeente, ontleend aan dezelfde bron.
Op de kaart, waarin de Samtgemeinde lichtroze gekleurd is,  zijn enige donkerder grijs gekleurde gebieden te zien. Dit zijn gemeentevrije zones, die uit bos bestaan en onbewoond zijn. Zie voor een opsomming hiervan: Landkreis Holzminden.

## Algemene informatie
Zie ook de artikelen over de afzonderlijke deelgemeenten.

### Geografie
De gehele Samtgemeinde ligt te midden van fraaie, beboste bergruggen, met toppen tot 400 à 500 meter hoog, in het Wezerbergland en dankt daaraan haar aantrekkelijkheid voor toeristen. In het noorden van de Samtgemeinde ligt de, eigenlijk tot het Leinebergland behorende, heuvelrug Ith, verder zuidoostelijk de Hils. Aan de westkant ligt de Vogler en zuidwaarts, voorbij de zuidelijke buurgemeente Dassel de Solling.

### Infrastructuur
Verkeersaders zijn beperkt tot Bundesstraßen, die soms door, soms om de stadjes en dorpen heen leiden. Autosnelwegen ontbreken in deze streek, de dichtstbij gelegen steden met een Autobahn-afrit zijn het bijna 80 km westelijker  Paderborn en het circa 50 km oostelijker Northeim (alleen noord-zuidverbinding). 
Stadtoldendorf heeft als enige plaats in de Samtgemeinde een klein spoorwegstation aan de lijn Holzminden-Kreiensen. Slechts één keer in de twee uur stopt er een stoptrein. Talrijke kleine riviertjes en beken stromen door de Samtgemeinde. Deze wateren doorgaans af op de 8-15 km ten westen van het gemeentegebied stromende Wezer.

### Geschiedenis
Bijna alle plaatsen in de Samtgemeinde zijn in de vroege middeleeuwen ontstaan, doorgaans in de 8e, 9e of 10e eeuw, rondom een kerkje, kasteeltje, klooster of grote boerderij. Het gebied lag in de vroege middeleeuwen in het gebied der Engeren of Angrivariërs. De plaatsnamen in dit gebied werden vaak gevormd door een oude persoonsnaam, gevolgd door -husen, -hausen (Nederlands: -huizen). De meeste van deze plaatsnamen zijn in de loop der eeuwen verbasterd tot namen op -sen, wat voor dit deel van Duitsland kenmerkend is. 
Sedert de Reformatie in de 16e eeuw zijn de christenen in de gemeente overwegend evangelisch-luthers, wat ook voor de kerkgebouwen geldt.
De regio Eschershausen-Stadtoldendorf lag in de middeleeuwen in het machtsgebied van het Hertogdom Brunswijk-Lüneburg, en na het midden van de 13e eeuw van het Vorstendom Brunswijk-Wolfenbüttel. Het gebied behoorde na de val van Napoleon Bonaparte in 1815 tot het Hertogdom Brunswijk, dat in 1871 in het Duitse Keizerrijk opging.

## Afbeeldingen

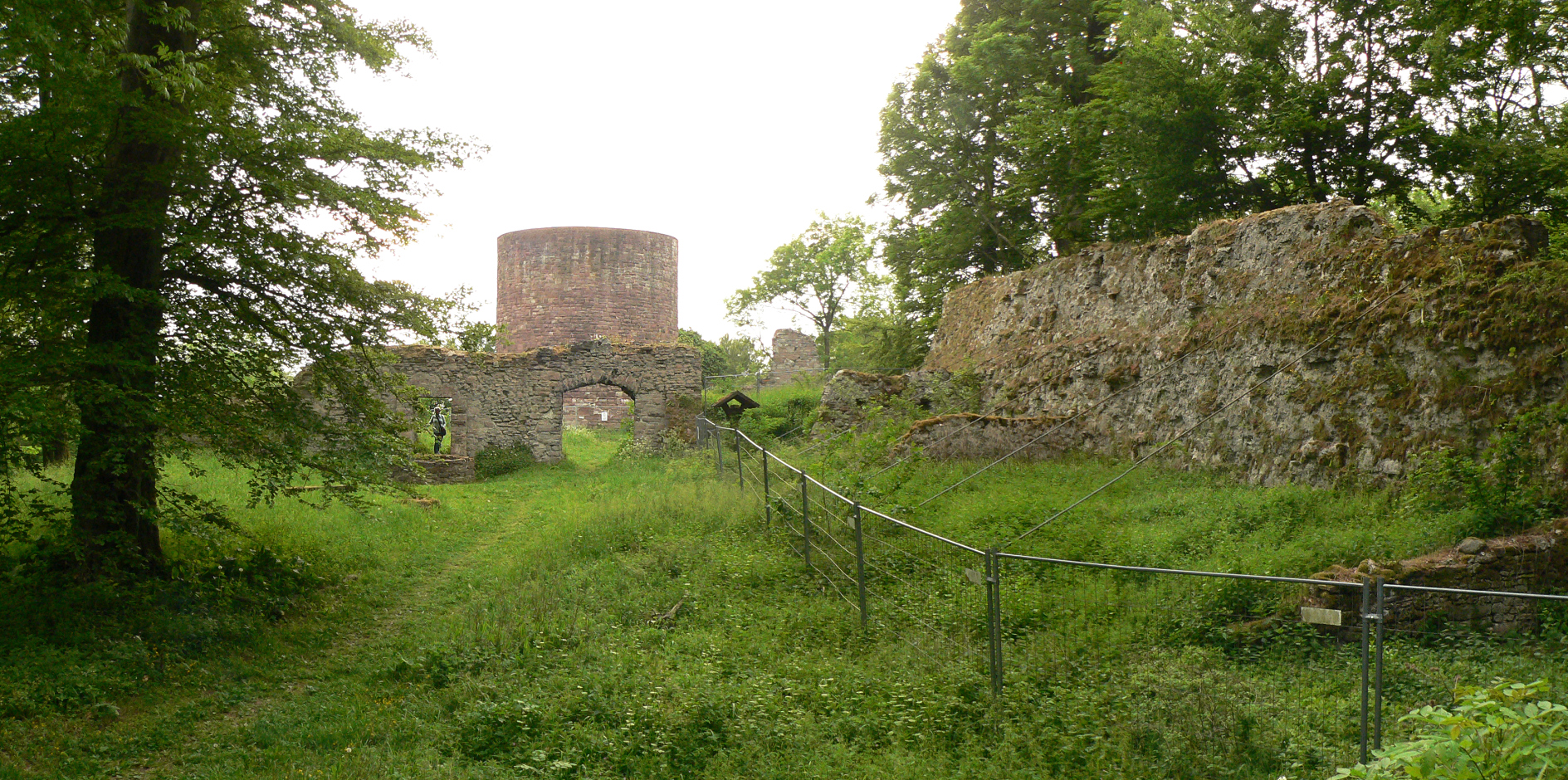
Ruïne kasteel Homburg ten N. van Stadtoldendorf en ten Z. van Eschershausen

Arholzen · 
Bevern · 
Bodenwerder · 
Boffzen · 
Brevörde · 
Deensen · 
Delligsen · 
Derental · 
Dielmissen · 
Eimen · 
Eschershausen · 
Fürstenberg · 
Golmbach · 
Halle · 
Hehlen · 
Heinade · 
Heinsen · 
Heyen · 
Holenberg · 
Holzen · 
Holzminden · 
Kirchbrak · 
Lauenförde · 
Lenne · 
Lüerdissen · 
Negenborn · 
Ottenstein · 
Pegestorf · 
Polle · 
Stadtoldendorf · 
Vahlbruch · 
Wangelnstedt